# XV SS Kozakken Cavaleriekorps
Het XV SS-Kozakken Cavaleriekorps (Duits: XV. Kosaken-Kavallerie-Korps) was een Duits legerkorps van de Waffen-SS tijdens de Tweede Wereldoorlog.

## Krijgsgeschiedenis XV SS-Kozakken Cavaleriekorps
Gedurende 1942 begon het Duitse leger met de rekrutering van Kozakken.  In mei 1943 werd de 1ste Kozakkendivisie opgericht.  De twee brigades werden vanaf september 1943 in Joegoslavië ingezet.  In de zomer van 1943 werd de 2de Kozakkendivisie gevormd.  Deze divisie werd eveneens ingezet in de strijd tegen de partizanen van Tito.
Op 25 februari 1945 besliste Adolf Hitler dat alle buitenlandse vrijwilligers in de Wehrmacht zouden worden getransfereerd naar de Waffen-SS.  Ondanks de weigering van Generalleutnant von Pannwitz om tot de SS toe te treden, werden alle kozakken deel van de Waffen-SS.  Geen van de manschappen of officieren aanvaardde een SS-rang.  Op papier was de SS verantwoordelijk voor bevoorrading en administratie, maar op het terrein veranderde er niets.  De kozakken bleven onder bevel van officieren van de Wehrmacht tegen de partizanen vechten.

## Commandant
| Rang                                                                  | Naam                 | Begin            | Eind       |
| --------------------------------------------------------------------- | -------------------- | ---------------- | ---------- |
| Generalleutnant - SS-Gruppenführer en Generalleutnant in de Waffen-SS | Helmuth von Pannwitz | 25 februari 1945 | 8 mei 1945 |

Generalleutnant von Pannwitz gaf zich op 11 mei 1945 over aan de Britten in Karinthië.  Op 28 mei 1945 droegen de Britten de gevangen Kozakken over aan het Rode Leger, die hen executeerden wegens verraad. Generalleutnant von Pannwitz koos er voor om het lot van zijn soldaten te delen en hij werd in 1947 in Moskou opgehangen wegens oorlogsmisdaden.